# Мореско
Мореско (італ. Moresco) — комуна в Італії, у регіоні Марке, провінція Фермо.

## Географія
Мореско розташоване на відстані близько 170 км на північний схід від Рима, 65 км на південь від Анкони, 9 км на південь від Фермо.

## Демографія
Населення — 614 осіб (2014).
Населення за роками:

Станом на 1 січня 2023 року в муніципалітеті офіційно проживало 38 іноземців з 15 країн, серед них 6 громадян країн Євросоюзу та 1 громадянин України.

## Культура

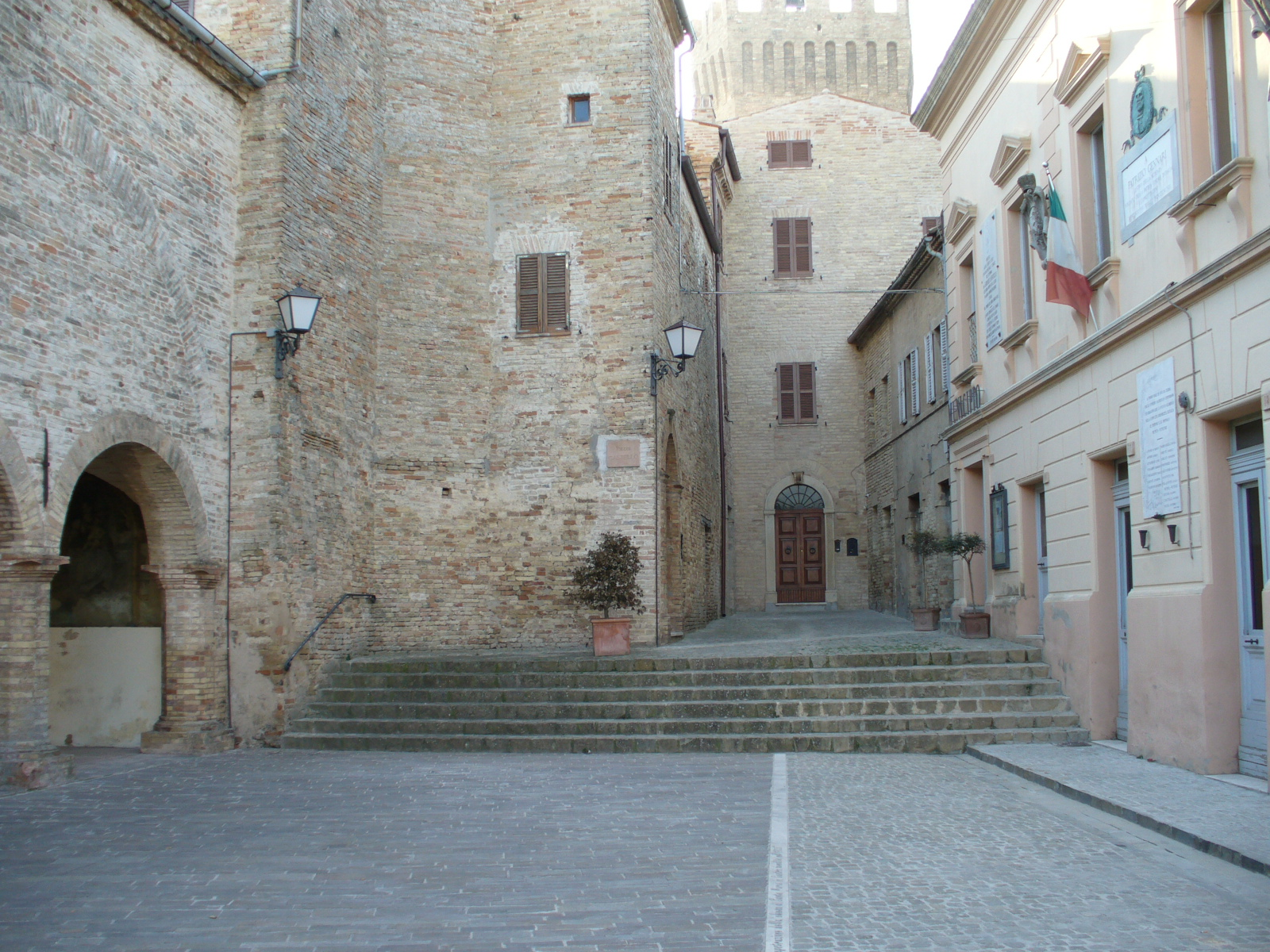

Щорічний фестиваль відбувається 10 серпня. Покровитель — святий мученик Лаврентій.

## Сусідні комуни
- Лапедона
- Монтефьоре-делл'Азо
- Монтерубб'яно